# ジョイス・ポーター
ジョイス・ポーター（英: Joyce Porter、1924年3月28日 - 1990年12月9日）は、イギリスの女性推理作家である。ドーヴァー主任警部やホン・コンおばさん、なまけスパイなどを主人公としたユーモア推理小説を著した。

## 略歴
チェシャー生まれ。ロンドン大学卒業。婦人補助空軍に士官として、1949年から1963年まで勤務する。

## 著作

### 長編小説

#### ドーヴァー主任警部シリーズ
- 『ドーヴァー 1』（Dover One, 1964、川口正吉訳、早川書房、ハヤカワ・ポケット・ミステリ） 1967
- 『ドーヴァー 2』（Dover Two, 1965、尾坂力訳、早川書房、ハヤカワ・ポケット・ミステリ） 1967年
- 『ドーヴァー 3』 （Dover Three (1965)、小倉多加志訳、早川書房、ハヤカワ・ポケット・ミステリ） 1965、のち文庫『誤算』
- 『ドーヴァー4 / 切断』（Dover and the Unkindest Cut of All (1967)、小倉多加志訳、早川書房、ハヤカワ・ポケット・ミステリ） 1969、のち文庫『切断』
- 『ドーヴァー5 / 奮闘』（Dover Goes to Pott (1968)、乾信一郎訳、早川書房、ハヤカワ・ポケット・ミステリ） 1970年、のち文庫『奮闘』
- 『ドーヴァー6 / 逆襲』（Dover Strikes Again (1970)、乾信一郎訳、早川書房、ハヤカワ・ポケット・ミステリ） 1973年
- 『ドーヴァー7 / 撲殺』（It's Murder with Dover (1973)、乾信一郎訳、早川書房、ハヤカワ・ポケット・ミステリ） 1976年
- 『ドーヴァー8 / 人質』（Dover and the Claret Tappers (1976)、小倉多加志訳、早川書房、ハヤカワ・ポケット・ミステリ） 1978年
- 『ドーヴァー9 / 楽勝』（Dead Easy for Dover (1978)、小倉多加志訳、早川書房、ハヤカワ・ポケット・ミステリ） 1979年
- 『ドーヴァー10 / 昇進』（Dover Beats the Band (1980)、小倉多加志訳、早川書房、ハヤカワ・ポケット・ミステリ） 1981 ※短編集

#### ホン・コンおばさん(オノラブル・コンスタンス・エセル・モリソン＝バーク)シリーズ
- 『案外まともな犯罪』（Rather a Common Sort of Crime (1970)、黒田晶子訳、ハヤカワ・ミステリ1167） 1972
- 『おせっかいな殺人』（A Meddler and Her Murder (1972)、山本俊子訳、ハヤカワ・ミステリ1272） 1976
- 『殺人つきパック旅行』（The Package Included Murder (1975)、宮脇孝雄訳、ハヤカワ・ミステリ1301） 1978
- Who the Heck is Sylvia? , 1977
- The Cart Before the Crime , 1979

#### なまけスパイ(エドマンド・ブラウン)シリーズ
- Sour Cream with Everything, 1966
- The Chinks in the Curtain, 1967
- 『天国か地獄か』（Neither a Candle Nor a Pitchfork (1969)、沢川進訳、ハヤカワ・ミステリ1210） 1973
- Only with a Bargepole , 1971

### 短編小説
- Dover Pulls a Rabbit  , 1978
- Dover Goes to School  , 1978
- A Gross Miscarriage of Justice  , 1978
- A Grass Miscarriage of Justice  , 1980

### 評論
- 「作家の孤独な生活」 The Solitary Life of the Writer, 1982. 『ミステリー雑学読本』 Murder Ink 集英社　に収録